# Ontígola (kommunhuvudort)
Ontígola är en kommunhuvudort i Spanien.   Den ligger i provinsen Toledo och regionen Kastilien-La Mancha, i den centrala delen av landet, 50 km söder om huvudstaden Madrid. Ontígola ligger 612 meter över havet och antalet invånare är 1 965.
Terrängen runt Ontígola är huvudsakligen platt, men österut är den kuperad. Runt Ontígola är det ganska glesbefolkat, med 43 invånare per kvadratkilometer. Närmaste större samhälle är Aranjuez, 3,9 km nordväst om Ontígola. Trakten runt Ontígola består till största delen av jordbruksmark.